# VAZ-2101

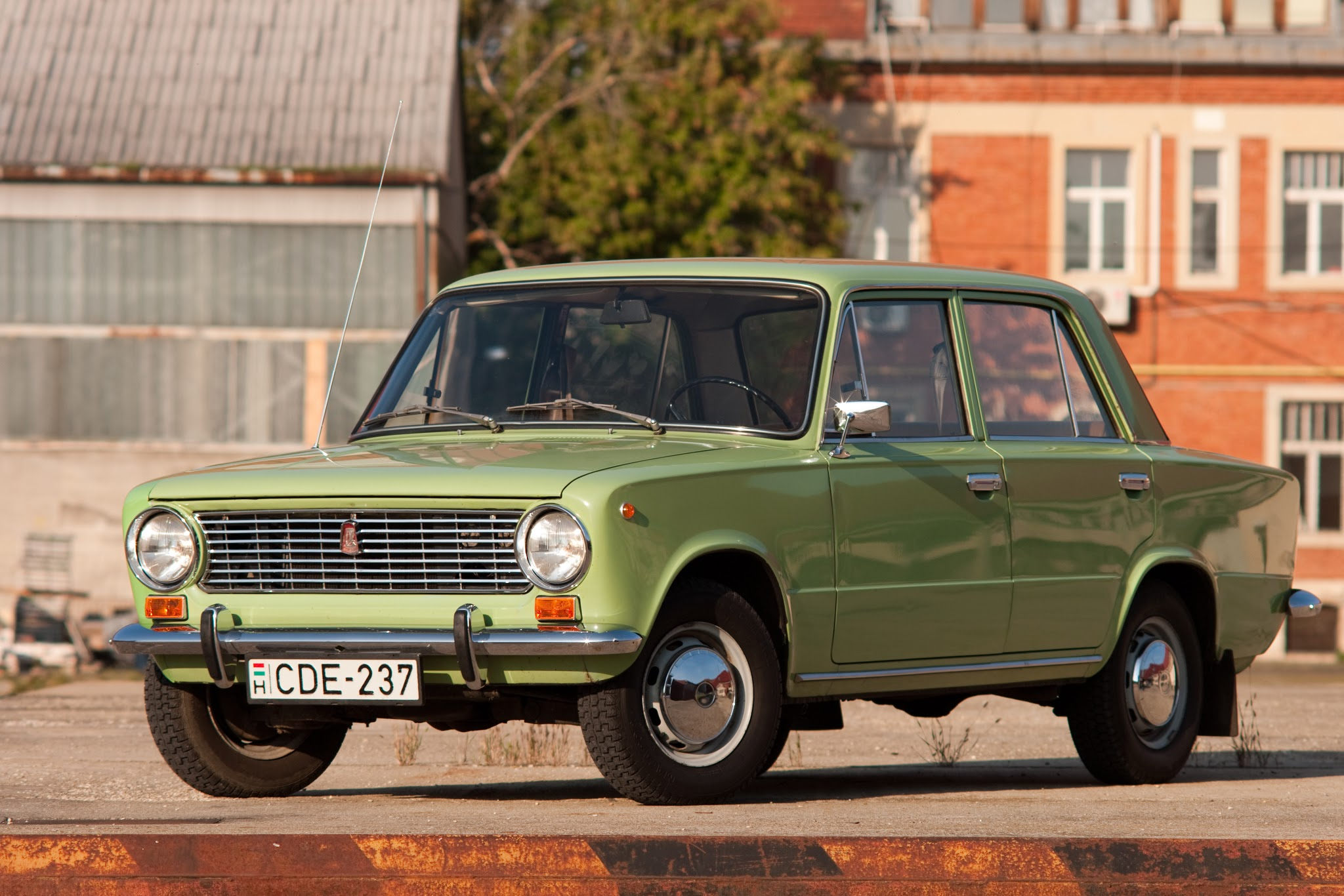
VAZ-2101

VAZ-2101(러시아어: ВАЗ-2101)은 소련의 바즈(VAZ, 현재의 러시아의 아브토바즈의 전신)에서 생산된 4도어 세단 자동차이다. 1970년부터 1988년까지 제조되었으며 피아트 124를 소련 시장에 맞도록 개조한 것이 특징이다. 소련 시장에서는 지굴리(Zhiguli) 브랜드라는 이름으로 판매되었고 "코페이카"(Kopeyka)라는 별칭으로 불렀다.
1973년에는 약 1,000만대, 1974년에는 약 1,500만대가 판매되었으며 라다 자동차가 해당 브랜드의 수출을 맡았다. 1974년부터는 영국을 비롯한 서유럽 국가로 수출되었고 라다 1200(Lada 1200), 라다 1300(Lada 1300), 라다 1200S(Lada 1200S), 라다 2101(Lada 2101)이라는 이름으로 수출되었다. 후속 버전으로는 VAZ-2102가 있다.

## 사양
- 분류: 4도어 세단
- 엔진: 직렬 4기통 1.2L 가솔린
- 구동 방식: 전방 배치 후륜 구동
- 변속기: 수동변속기 4단, 자동변속기 3단
- 휠 베이스: 2,424mm
- 전체 길이: 4,073mm
- 전체 너비: 1,611mm
- 전체 높이: 1,382mm
- 중량: 955kg

## 같이 보기
- 피아트 124
- 라다 자동차